# Кардисский мирный договор

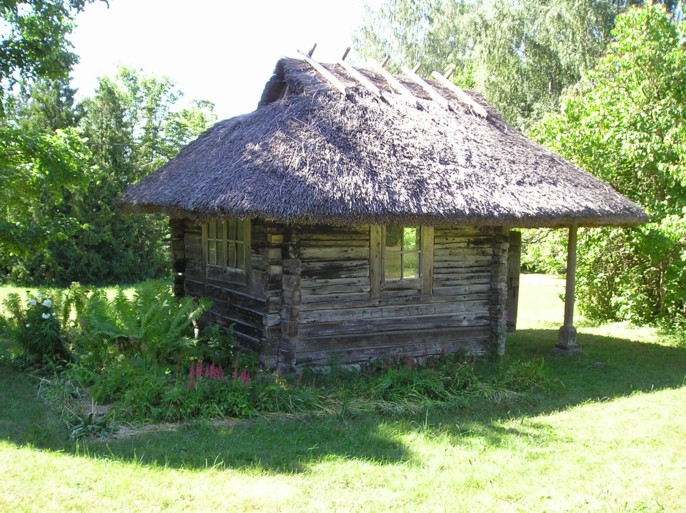
«Домик мира», в котором якобы был подписан договор, памятник архитектуры

Карди́сский мирный договор (Кардисский мир) был заключён между Россией и Швецией в местечке Кардис (ныне Кярде, волость Йыгева, Эстония) между Ревелем и Дерптом. Переговоры продолжались с марта по 21 июня (1 июля) 1661 года, когда был заключён вечный мир, завершивший Русско-шведскую войну 1656—1661 годов.
Шведскую делегацию возглавлял Бенгт Горн, русскую — боярин князь И. С. Прозоровский.
Россия возвратила Швеции все завоёванные и отошедшие к ней по Валиесарскому перемирию 1658 года эстляндские и лифляндские города: Кокенгузен, Дерпт, Мариенбург, Анзль, Нейгаузен, Сыренск, со всем, что в этих городах было взято, и, кроме того, русские обязались оставить в этих городах запасы из 10 тысяч бочек ржи и 5 тысяч бочек муки. Таким образом была восстановлена граница, установленная Столбовским миром 1617 года.
Русские гости получили право держать торговые дворы в Стокгольме, Риге, Ревеле и Нарве, шведы — в Москве, Новгороде, Пскове и Переславле. Купцы свободно могли отправлять свои религиозные обряды и богослужения; нельзя было только строить новые церкви. Потерпевшие крушение у берегов союзного государства подпадают под его защиту.
Русские и шведские послы могли свободно проходить через союзные территории, если они едут к дружественным народам. Пленные подлежали возвращению; перебежчиков союзники обязаны были выдавать. Для пограничных споров назначается третейский суд из высланных на границу представителей от каждого союзного государства.
Кардисский мирный договор облегчил России продолжение войны с Польшей, а задачу получения выхода к Балтийскому морю пришлось отложить.